# 18-й окремий спеціальний моторизований батальйон міліції ВВ МВС (Україна)
18-й окремий спеціальний моторизований батальйон міліції (18 ОСМБМ, в/ч 3058) — підрозділ у складі Кримського оперативно-територіального об'єднання Внутрішніх військ МВС України.
Військова частина 3058, розташована в чудовому по красі куточку на південному узбережжі Криму — у Гаспрі. Основне завдання частини — охорона громадського порядку в районах великої Ялти.

## Історія
Вперше військова частина внутрішніх військ у місті Ялта з'явилася 5 жовтня 1996. Нею стала сформована тоді наказом міністра внутрішніх справ України військова частина 3058. Її першим командиром став майор Володимир Кондратьєв.
Особовий склад військової частини внутрішніх військ, що з'явилася на початку 1996 року, крім щоденної служби з охорони громадського порядку на вулицях міст Ялти, Алупки, селища Гаспра багаторазово притягувався для участі в різних спеціальних і цільових операціях, для забезпечення безпеки вищих посадових осіб держав — учасниць міжнародних зустрічей та конференцій, для забезпечення громадської безпеки під час проведення масових спортивних, дозвіллєвих та суспільно-політичних заходів у Ялті і інших містах Криму. Завдяки пильності, чітким і рішучим діям військових нарядів батальйону, по гарячих слідах було розкрито сотні кримінальних злочинів, відвернені тисячі адміністративних правопорушень. Крім цього, військовослужбовці військової частини завжди самовіддано і оперативно приходили на допомогу цивільному населенню міста під час різних надзвичайних подій.
У грудні 2013 — лютому 2014 років військова частина в повному складі забезпечувала охорону державних установ у столиці України під час революції гідності у місті Києві. При цьому військовослужбовці батальйону проявили мужність, стійкість та високий професіоналізм. Особовий склад частини з честю виконав усі поставлені завдання і благополучно повернувся до Криму.

### Після зради
8 квітня 2014 наказом Міністра внутрішніх справ Росії на базі військової частини 3058 була утворена військова частина 6919 Північно-Кавказького регіонального командування внутрішніх військ міністерства внутрішніх справ Російської Федерації. Першим командиром військової частини став підполковник Андрій Ковтун. Головним завданням нової військової частини стала, насамперед, охорона громадського порядку та забезпечення громадської безпеки на вулицях кримських міст південного берега.
На початку травня 2014 відбувся ритуал приведення особового складу сформованої військової частини до Військової присяги. З 1 липня 2014 військові наряди батальйону приступили до несення патрульно-постової служби на встановлених маршрутах патрулювання.
2-10 квітня 2015 особовий склад частини взяв безпосередню участь у масштабних оперативно-стратегічних навчаннях внутрішніх військ МВС Росії «Заслін-2015», у яких були залучені військовослужбовці чотирьох регіональних командувань, окремої дивізії оперативного призначення імені Дзержинського, чотирьох військових інститутів внутрішніх військ, а також співробітники взаємодіючих силових структур. Навчання проходили під керівництвом першого заступника міністра внутрішніх справ — головнокомандувача внутрішніми військами МВС Росії генерал-полковника Віктора Золотова.

## Командування
- майор Володимир Кондратьєв 1996
- полковник Андрій Ковтун (2014)